# 根际

根际的示意图. A：取食细菌的变形虫 BL：能量限制型细菌 BU：非能量限制性细菌 RC：根部分泌的含碳物质 SR：根际沉降细胞 F：真菌菌丝 N：线虫类蠕虫

根际（英語：Rhizosphere），也称根际层，是土壤中一个狭窄区域，这一区域主要受到植物根系分泌物以及有关的土壤微生物活动的直接影响，这一区域之外的土壤通常被称为非根际土壤或散土。一般意义上的根际是指环绕植物根表面直径为40mm的区域，这一区域中生活有许多微生物，他们以植物的根际沉降物质和根部所释放的蛋白质、糖类为食，以细菌为食的原生动物和线虫动物在这一区域的数量也比其它区域多。
根际的物理、化学和生物性质都与周边土壤有所不同，表现最明显的是这一区域的pH值、氧气含量和养分含量等。可以说，植物与土壤的能量和物质交换主要集中于此区域，植物对疾病的对抗也多发生于与土壤接触的区域。
这一概念由德国微生物学家 Lorenz Hiltner 于1904年首先提出。

## 根系分泌物
植物根部会向根际层分泌多种物质，这些物质都有自己不同的功能。植物根部释放的独脚金萌发素内酯，会刺激菌根类真菌的孢子萌发，并且可以诱导这些真菌在根部进行繁殖。独脚金属的寄生植物也可以感应到这种酯类物质的存在并开始发芽生长，并逐渐向植物根部靠近，并从植物根部获得养分。
一些共生型的固氮微生物，例如根瘤菌属的微生物，会受到豆科类植物根部所释放的一种未知物质的诱导，向植物释放出结瘤因子，并进一步在植物根部形成根瘤。在这些根瘤内，微生物利用植物所提供的营养物质，将氮气转化为植物可以吸收利用的形式，用以促进植物对氮的吸收。另一些非共生型固氮细菌则可以在植物根的外部（包括许多草类）进行独立生长，并将氮气固定成植物可以吸收利用的形式。虽然这类微生物被认作与植物之间的联系并不是很紧密，但它们也可能会对植物的状态产生很强烈的反应。例如在稻类植物根际的固氮微生物，会模拟植物的生活状态而表现出昼夜交替的特性，并且会在植物最需要含氮物质的生长阶段供应更多的固定下来的含氮物质。
有的植物会分泌出异种化感物来抑制其他生物的生长。例如在北美洲的温带森林中，药用蒜芥（Alliaria petiolata）会分泌出一种化学物质用来抑制树木与菌根之间的互利共生形式。

## 更多阅读
- . University of Western Australia.   [2012年5月29日]. （原始内容存档于2006年8月20日）.
- Digging in the Dirt: Is the Study of the Rhizosphere Ripe for a Systems Biology Approach? （页面存档备份，存于） - A review from the Science Creative Quarterly